# Андрей Влад
Андрей Влад (рум. Andrei Vlad, нар. 15 квітня 1999, Тирговіште) — румунський футболіст, воротар клубу «Стяуа».

## Клубна кар'єра
Народився 15 квітня 1999 року в місті Тирговіште. Вихованець футбольної школи клубу «КС Університатя» (Крайова). 7 травня 2017 року в матчі з «Віїторулом» дебютував у в Лізі I.
Влітку 2017 року голкіпер відмовився продовжувати контракт з клубом з Крайови, і його не взяли на передсезонні збори в Австрії. 9 липня 2017 року «Стяуа» оголосила про перехід Влада до складу їх команди. Гравець підписав шестирічний контракт.
9 вересня того ж року молодий голкіпер дебютував у новому клубі знову в матчі проти «Віїтрорула». 23 листопада дебютував в єврокубках в грі з «Вікторією» з Пльзені. Після того як на початку 2018 року основний воротар Флорін Ніце покинув клуб, Влад отримав більше шансів. В 1/16 фіналу ліги Європи в домашньому матчі з італійським «Лаціо» Андрей не пропустив жодного гола, а його команда перемогла 1:0. Однак у повторній грі «Стяуа» був розгромлений 5:1 і покинув турнір. В подальшому Влад припустився серйозної помилки в дербі з «Динамо», пропустивши два голи, після чого став дублером новачка команди Крістіана Белгредяна. 

## Виступи за збірні
2015 року дебютував у складі юнацької збірної Румунії, взяв участь у 10 іграх на юнацькому рівні, пропустивши 13 голів.
Залучався до матчів молодіжної збірної Румунії, у її складі як запасний воротар поїхав на молодіжний чемпіонат Європи 2019 року в Італії.

## Статистика виступів

### Статистика клубних виступів
| Сезон             | Команда                     | Чемпіонат         | Чемпіонат | Чемпіонат | Національний кубок | Національний кубок | Національний кубок | Континентальні кубки | Континентальні кубки | Континентальні кубки | Інші змагання | Інші змагання | Інші змагання | Усього | Усього | Усього |
| Сезон             | Команда                     | Ліга              | Ігор      | Голів     | Ліга               | Ігор               | Голів              | Ліга                 | Ігор                 | Голів                | Ліга          | Ігор          | Голів         | Ігор   | Голів  |        |
| ----------------- | --------------------------- | ----------------- | --------- | --------- | ------------------ | ------------------ | ------------------ | -------------------- | -------------------- | -------------------- | ------------- | ------------- | ------------- | ------ | ------ | ------ |
| 2016–17           | «КС Університатя» (Крайова) | ЛІ                | 1         | -1        | КР+КЛ              | 0                  | 0                  |                      | -                    | -                    |               | -             | -             | 1      | -1     |        |
| 2017–18           | «Стяуа»                     | Л1                | 5         | -5        | КІ                 | 2                  | -1                 | ЛЄ                   | 4                    | -7                   |               | -             | -             | 11     | -14    |        |
| Усього за кар'єру | Усього за кар'єру           | Усього за кар'єру | 6         | -6        |                    | 2                  | -1                 |                      | 4                    | -7                   |               | -             | -             | 12     | -15    |        |

## Титули і досягнення
ФКСБ
- Володар Кубка Румунії (1): 2019–20
- Чемпіон Румунії (1): 2023–24
- Володар Суперкубка Румунії (1): 2024